# Frank Martin (Baseballspieler)

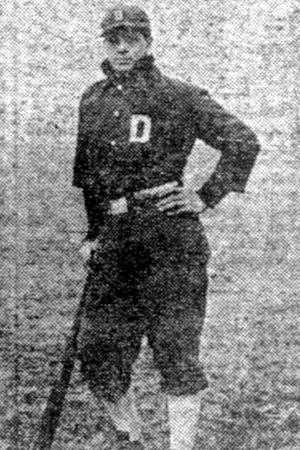
Frank Martin (1904)

Frank Joseph Martin (* 29. Juli 1878 in Denver, Colorado; † 2. September 1942 in Chicago, Illinois) war ein US-amerikanischer Baseballspieler, der von 1897 bis 1899 für verschiedene Vereine der Major League auf der Position des Third Baseman spielte.

## Leben
Martin sportliche Karriere begann 1897. Nachdem er bereits mehrere Wochen dem Training der Chicago Colts beiwohnte und sich in dieser Zeit mit den Spielern anfreundete, entschied sich der Trainer der Louisville Colonels, Fred Clarke, da er nicht genügend Spieler hatte, Martin für ein Spiel seiner Mannschaft gegen die Chicago Colts aufzustellen, so dass Martin am 30. Juli 1897 sein erstes Baseballspiel in der Major League bestritt. Clarke behielt Martin danach noch für ein zweites Spiel in der Mannschaft, doch bereits im August 1897 hielt sich Martin wieder auf dem Trainingsplatz der Chicago Colts auf. 1898 absolvierte er ein Spiel für die Chicago Colts, die sich nun Chicago Orphans nannten. 1899 spielte er für die New York Gianst und absolvierte mit seiner Mannschaft in diesem Jahr insgesamt 17 Spiele, zuletzt am 25. September gegen die Boston Beaneaters.
1900 spielte er für die Illinois Steel, einer Baseballmannschaft der Chicago City League die sich komplett aus Stahlarbeitern zusammensetzte. Bald darauf führte ihn seine weitere sportliche Karriere ihn in verschiedene Minor Leagues. So spielte er in der Central League für Danville und wechselte noch in der gleichen Saison in die Western League, wo er einige Spiele für Cleveland, sowie Buffalo spielte. Ab 1901 spielte er für zwei Saisons für Little Rock in der Southern Association. 1903 spielte er für Louisville und Minneapolis in der American Association. Ab diesem Zeitpunkt kam er jedoch nur noch als Ersatzspieler zum Einsatz und beendete nach dieser Saison seine professionelle Karriere.
Martin arbeitete nun den Rest seines Lebens als Büroangestellter der Censusbehörde in Chicago. Er starb im Alter von 64 Jahren. Martin war seit 1902 verheiratet.